# The Youngbloods
The Youngbloods è stato un gruppo musicale folk rock statunitense, originario del Greenwich Village e attivo dalla seconda metà degli anni sessanta ai primi anni settanta del XX secolo.
Il loro brano più conosciuto è Get together (1967). Il loro stile partendo dal folk rock degli esordi si evolve includendo anche stilemi pop e jazz arrivando a compimento con il terzo LP del 1969 Elephant Mountain che contiene anche la quasi Hit Darkness, Darkness. Marchio di fabbrica la voce melodica e quasi da Tenore del leader Jesse Colin Young. Poi il gruppo perde ispirazione e il finale di carriera sarà caratterizzato da album pieni di Cover di altri artisti sempre però rese con passione e professionalità e nobilitate dalla bella voce di Young.

## Formazione
- Jesse Colin Young - basso, chitarra, voce
- Jerry Corbitt - chitarra, armonica, voce (deceduto nel 2014)
- Lowell Levinger (Banana) - chitarra, piano, voce
- Joe Bauer - batteria

## Discografia
- 1967 - The Youngbloods (RCA Victor Records, LPM/LSP-3724)
- 1967 - Earth Music (RCA Victor Records, LPM/LSP-3865)
- 1969 - Elephant Mountain (RCA Victor Records, LSP-4150)
- 1970 - The Best of The Youngbloods (RCA Victor Records, LSP-4399) Raccolta
- 1970 - Rock Festival (Raccoon Records, WS 1878) Live
- 1971 - Ride the Wind (Raccoon Records, BS 2563) Live
- 1971 - Sunlight (RCA Victor Records, LSP-4561) Raccolta
- 1971 - Good and Dusty (Raccoon Records, BS 2566)
- 1972 - This Is The Youngbloods (RCA Records, VPS-6051) Raccolta, 2 LP
- 1972 - High on a Ridgetop (Raccoon Records, BS 2653)
- 1987 - Point Reyes Station (Edsel Records, ED 244) Raccolta
- 1988 - From the Gaslight to the Avalon (Decal Records, LIK 38) Raccolta
- 1998 - Darkness, Darkness: The Best of the RCA Years (Demon Records, EDCD 561) Raccolta
- 1999 - Euphoria 1965-1969 (Raven Records, RVCD-72) Raccolta
- 2001 - Get Together...The Best Of (BMG Records, 74321 840872) Raccolta
- 2002 - Get Together: The Essential Youngbloods (RCA Records, 07863 65117 2) Raccolta
- 2004 - Best of The Youngbloods (BMG Records, 55174-88422) Raccolta
- 2005 - Beautiful! Live in San Francisco 1971 (Sundazed Records, SC 11148) Live